# Specialutformat program
Ett specialutformat program är ett program vid den svenska gymnasieskolan som har utformats speciellt för en enskild elev eller en enskild grupp elever. Ett sådant program behöver inte följa de fastslagna "karaktärsämnena" för ett enskilt program utan behöver endast inkludera kärnämnena.
Specialutformat program ger grundläggande behörighet och ibland även särskild behörighet till högskola och ska inte förväxlas med individuella programmet.